# روده‌ماهیان کور
روده‌ماهیان کور (نام علمی: Aphyonidae) نام یک تیره از راسته روده‌سانان است.